# Piraera (ort)
Piraera är en ort i Honduras.   Den ligger i departementet Departamento de Lempira, i den västra delen av landet, 140 km väster om huvudstaden Tegucigalpa. Piraera ligger 819 meter över havet och antalet invånare är 11 420.
Terrängen runt Piraera är huvudsakligen kuperad, men norrut är den bergig. Runt Piraera är det ganska tätbefolkat, med 70 invånare per kvadratkilometer. Piraera är det största samhället i trakten.  